# نام كاو
نام كاو (بالفيتنامية: Nam Cao)‏ هو صحفي وكاتب فيتنامي، ولد في 29 أكتوبر 1917 في محافظة ها نام في فيتنام، وتوفي في 30 نوفمبر 1951 في محافظة ننه بنه في فيتنام.